# Arthur Wint
Arthur Stanley Wint (Plowden, 25 maggio 1920 – Linstead, 19 ottobre 1992) è stato un velocista e mezzofondista giamaicano, campione olimpico dei 400 metri piani ai Giochi di Londra 1948.

## Palmarès
| Anno | Manifestazione  | Sede     | Evento      | Risultato | Prestazione | Note            |
| ---- | --------------- | -------- | ----------- | --------- | ----------- | --------------- |
| 1948 | Giochi olimpici | Londra   | 400 m piani | Oro       | 46"2        | Record olimpico |
| 1948 | Giochi olimpici | Londra   | 800 m piani | Argento   | 1'49"5      |                 |
| 1948 | Giochi olimpici | Londra   | 4×400 m     | Finale    | dnf         |                 |
| 1952 | Giochi olimpici | Helsinki | 400 m piani | 5º        | 47"0        |                 |
| 1952 | Giochi olimpici | Helsinki | 800 m piani | Argento   | 1'49"4      |                 |
| 1952 | Giochi olimpici | Helsinki | 4×400 m     | Oro       | 3'03"9      | Record mondiale |